# 乎加神社
乎加神社（おかじんじゃ）は、滋賀県東近江市にある神社である。式内社で、旧社格は県社。豊遠迦比売命（豊岡姫命）を主祭神とし、白山比売（白山比咩神）を配祀する。

## 概要
神代に五穀蚕麻の原種を民衆に授けた神として崇敬されていた豊遠迦比売命、白山比売を祀っており、延喜式神名帳では近江国神崎郡二座のうちの一座である（もう一座は河桁御河邊神社）。第十九代允恭天皇の勅命によりこの地に祀られ、古来から皇室をはじめ領主の崇敬が厚かったと社歴に記されている。また、「神崎郡」や「神郷」、古代の郷村名「神主」といった地名はいずれも乎加神社に由来するものである。

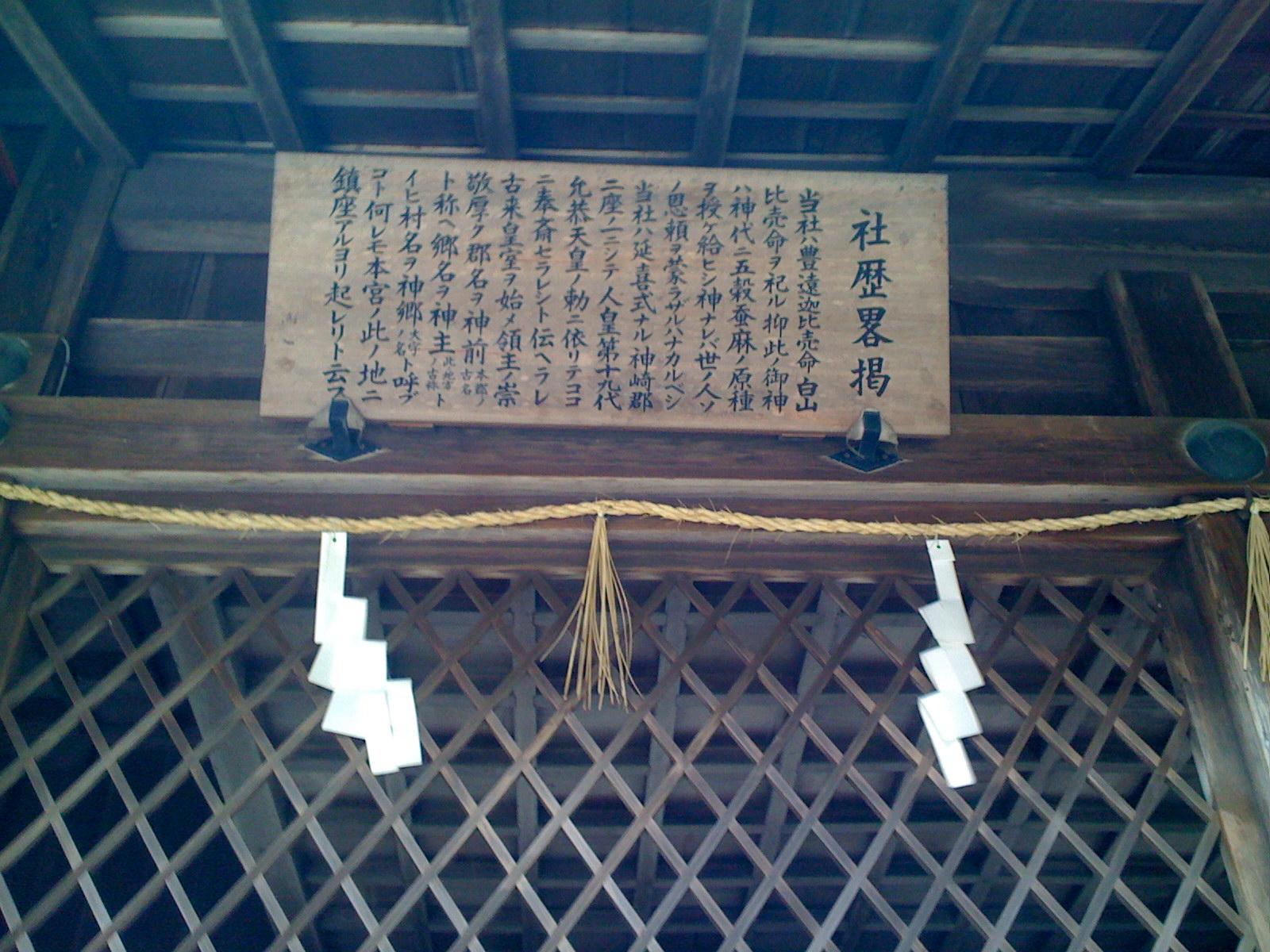
乎加神社 社歴

本殿の北側に3世紀頃の前方後方墳である神郷亀塚古墳があり、古くはその祭祀場であったと思われる。

## 本殿祭神
- 豊遠迦比売命 - 配祀・白山比売

## 境内

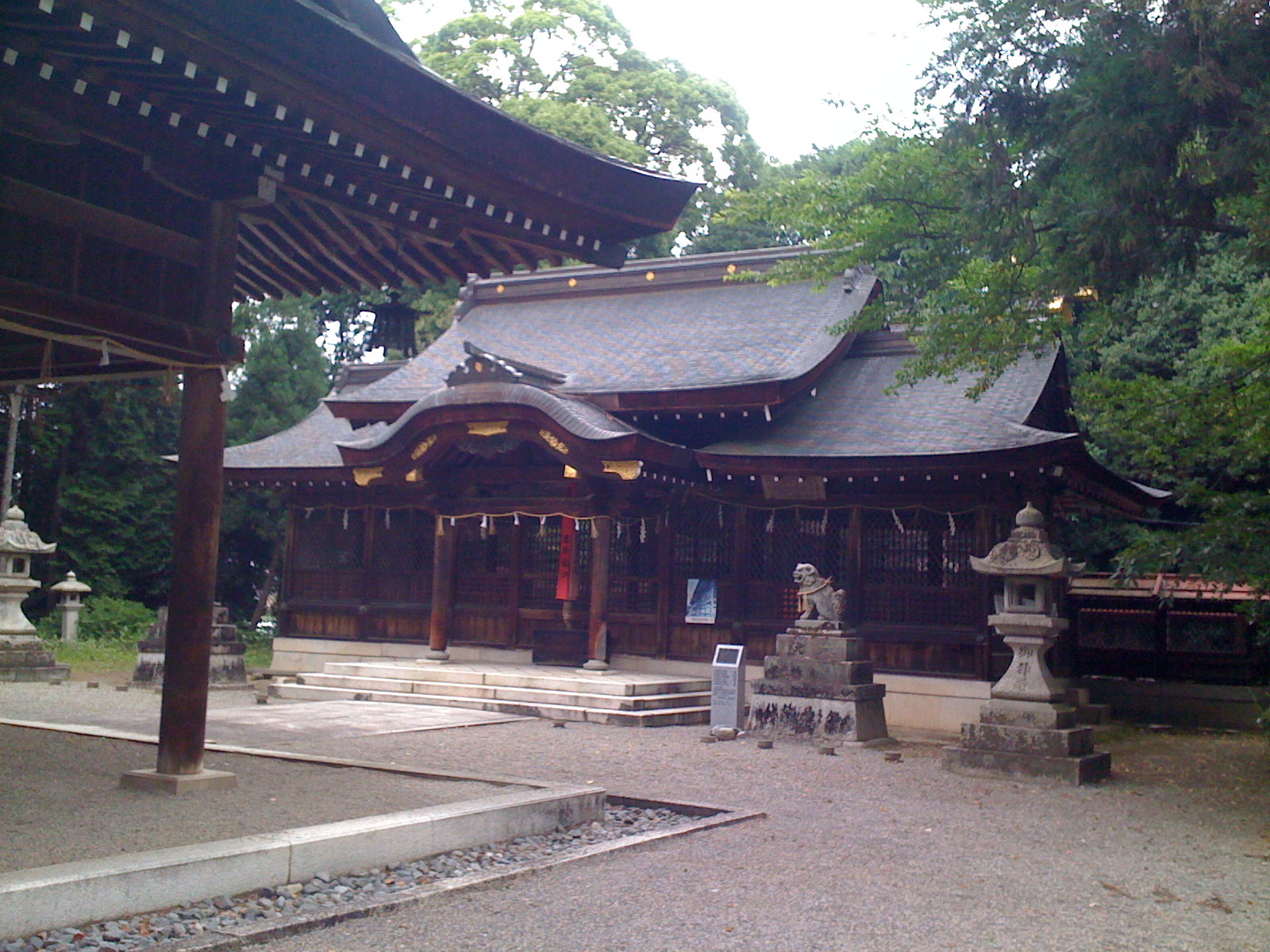
乎加神社 幣殿

2003年、本殿・拝殿・幣殿・祝詞殿・手水舎・玉垣が国の登録有形文化財に登録されている。いずれも明治時代の建築。
- 本殿 - 神明造。間口三間、奥行二間。明治22年の伊勢神宮遷宮時に譲り受けたもので、明治25年に移築されたと伝えられている[2]。
- 拝殿 - 入母屋造。間口三間、奥行三間。床や建具、壁を設けない吹き放しの建築である。
- 境内社（摂社・末社）- 日吉神社・若宮神社・五社神社・八阪神社・若宮神社

## 祭事
- 4月9日に近い日曜日。

## 交通アクセス
- JR東海道本線（琵琶湖線）能登川駅から徒歩20分